# Bunibah
Bunibah (indonesisch Pulau Bunibah) ist eine Insel des Archipels von Raja Ampat vor der Küste Westneuguineas (Indonesien).

## Geographie
Bunibah befindet sich im Norden des Archipels Raja Ampat 600 Meter südlich der Insel Gam, am Eingang der Besirbucht. 600 Meter westlich liegt die kleinere Insel Bunibah Kecil (Klein-Bunibah). An der Südwestküste der Insel befindet sich das Swab Diving Resort.
Der Archipel bildet den gleichnamigen Regierungsbezirk Raja Ampat der Provinz Papua Barat Daya. Bunibah gehört administrativ zum Distrikt Meosmanswar.